# Potsdam (New York)
Ne doit pas être confondu avec Potsdam (village, New York).
Pour les articles homonymes, voir Potsdam (homonymie).
Potsdam est une ville (town) aux États-Unis située dans le comté de Saint-Laurent, dans l'État de New York. Elle a une population de 14 901 habitants au recensement de 2020. Elle est située au sud de la frontière du Canada et du fleuve Saint-Laurent. On y trouve un campus de l'Université d'État de New York ainsi que l'Université Clarkson.
En géologie, Potsdam est connue pour son grès, une formation sédimentaire d'âge cambrien.
| Lisbon (New York), Ogdensburg (New York) | Massena (New York), Louisville (New York) | Hogansburg (New York)                     |
| Canton (New York)                        | Potsdam                                   | Malone (New York), Santa Clara (New York) |
| Canton (New York)                        | Colton (New York)                         | Parishville (New York)                    |